# Balto - Sulle ali dell'avventura
Balto - Sulle ali dell'avventura (Balto III: Wings of Change) è un film d'animazione del 2004 prodotto e diretto da Phil Weinstein. È il seguito di Balto e Balto - Il mistero del lupo. È stato trasmesso in televisione anche col titolo Balto 3 - Sulle ali dell'avventura.

## Trama
La posta al nord viene di solito consegnata da Nome a White Mountain con la slitta trainata dai cani, di cui fa parte Kodi, uno dei figli di Balto, tuttavia la consegna postale tramite aerei minaccia di lasciare i cani da slitta senza lavoro. Così viene organizzata una gara: la muta di cani contro l'aeroplano Tundra Express del pilota Duke. Kodi chiede aiuto al padre Balto, dato che era il famoso cane-lupo che aveva salvato Nome da un'epidemia di difterite, chiedendogli di unirsi alla muta. Balto, pur sapendo che con ogni probabilità perderà, accetta per paura di essere deriso da tutti qualora non lo facesse, soprattutto da Kodi. Jenna lo incoraggia e gli dice che Kodi gli vorrà sempre bene, perché è suo figlio.
Nel frattempo è arrivata una bella oca migratrice di nome Stella della quale Boris, l'oca "padre adottivo" di Balto, si innamora. Il problema è che Stella vorrebbe fare un volo con Boris, ma quest'ultimo soffre di vertigini e ha dimenticato da tempo come volare. Per giustificarsi inventa di avere una ferita ad un'ala guadagnata con un atto eroico. Arriva il giorno della famigerata gara, la muta di Kodi è capitanata da Balto e tutti quanti contano su di lui. Nel frattempo Stella ha scoperto l'inganno e, arrabbiata, ha messo Boris nel sacco delle lettere destinato a finire nell'aereo. La gara parte e l'aereo è subito in vantaggio. Arriva per primo alla meta, a White Mountain, e poi riparte per Nome. Anche i cani arrivano e, presa la posta per Nome, prendono la strada di casa. Contrariamente ad ogni previsione la slitta arriva per prima e vince. Nonostante Kodi e gli altri cani siano entusiasti, Balto cerca di spiegargli che, anche se hanno vinto, è solo questione di tempo prima che arrivino nuovi e più efficienti aerei, contro cui nessuna muta potrà mai competere. Gli altri cani, però, rifiutano di crederci.
Nessuno sospetta qualcosa tranne Balto. Presto Muk e Luk, gli orsi polari amici di Balto, rivelano al cane-lupo che l'aereo è precipitato durante una tormenta. Balto vuole andare a soccorrere Duke, che prima della gara era stato gentile con lui, e ancora di più quando apprende da Stella, affranta, che nell'aereo c'è anche Boris. Kodi e la sua muta si rifiutano di prestare soccorso al pilota, in quanto temono che così facendo perderanno il lavoro. Partono alla ricerca dell'aereo Stella, Balto, Muk e Luk. Gli orsi lo indirizzano dicendo che l'aereo è caduto vicino ad una roccia a forma d'orso. Jenna rimprovera Kodi per non aver aiutato Duke, dicendo che un lavoro di un cane non vale più di una vita altrui. Kodi allora ci ripensa e, convinti i suoi compagni, partono insieme.
Intanto Balto e gli altri tre, dopo aver quasi evitato le cascate e aver fatto uno spiacevole incontro con due alci, arrivano alla roccia dell'orso e salvano Boris, che viene riportato a Nome da Stella, Muk e Luk, mentre Duke, ferito ad una gamba, viene trascinato da Balto con una mini-slitta di fortuna. A circa metà viaggio Balto attraversa un ponte di rocce fragile, che si rompe. Tutto sembra perduto ma improvvisamente arriva Kodi e tutta la sua muta al completo che salvano Balto e Duke dalla caduta e insieme tornano a Nome, dove Balto e Kodi vengono festeggiati. Tutto finisce per il meglio e Boris fa pace con Stella, che decide di non migrare più e di rimanere a Nome con lui, adottando anche Muk e Luk.
Alla fine del film, con l'estate arrivata, Stella e Boris fanno una nuotata insieme mentre Balto fa delle gite per Nome assieme a Duke a bordo di Balto, il nuovo aereo del pilota così chiamato in onore del suo salvatore. Duke, che ora consegna la posta solo in estate quando le slitte non partono, si stabilisce definitivamente a Nome, diventando il padrone del cane-lupo, il quale realizza così il più grande sogno della sua vita: vivere con un umano.

## Personaggi e doppiatori
| Personaggio   | Doppiatore originale | Doppiatore italiano  |
| ------------- | -------------------- | -------------------- |
| Kodi          | Sean Astin           | Massimo Di Benedetto |
| Jenna         | Jodi Benson          | Sonia Mazza          |
| Duke          | Keith Carradine      | Gabriele Calindri    |
| Boris         | Charles Fleischer    | Pietro Ubaldi        |
| Balto         | Maurice LaMarche     | Giorgio Bonino       |
| Dipsy         | Kathy Najimy         | Jasmine Laurenti     |
| Mel           | David Paymer         | Daniele Demma        |
| Stella        | Jean Smart           | Dania Cericola       |
| Ralph         | Bill Fagerbakke      | Raffaele Farina      |
| Signor Corner | Bill Fagerbakke      | Antonio Paiola       |
| Dusty         | Charity James        | Maddalena Vadacca    |
| Muk           | Kevin Schon          | Patrizio Prata       |
| Luk           | Kevin Schon          |                      |
| Kirby         | Carl Weathers        | Claudio Moneta       |